# Storia di Ray
Storia di Ray o Storia di Ray (o l'asino che vola) è un film documentario del 2020 diretto da Giuseppe Di Renzo.
Il film documenta la quotidianità dell'artista abruzzese Ray Sugar Sandro e il suo desiderio, prima di "trasformarsi" in asino, di esibirsi sul palco del talent show Strafactor.

## Trama
Ray Sugar Sandro (Sandro Micolucci) è uno showman cinquantaquattrenne di provincia che attraverso una solida volontà nel fare è riuscito negli anni a legittimare il suo essere.
L'essere-artista per Ray non signififca solo dedicarsi alle tante mansioni artistiche tra cui il canto, la recitazione, la poesia e il nudo artistico, ma concepire e formulare sempre nuovi sogni e passionali obiettivi: quello documentato in questo film è quello di voler esibirsi nuovamente sul famoso palco di Strafactor, noto talent show d'importazione americana, che privilegia le stramberie della periferia musicale italiana e ne evidenzia gli eccessi. Questi desideri, e queste che per alcuni potrebbero risultare come strane e fin troppo originali volontà, però, osservate e interpretate dagli occhi di chi vive accanto a Ray, e in questo caso dal suo fratello maggiore, appaiono simili alle tante fiabe a tutti conosciute in cui il protagonista, prima di raggiungere il lieto fine, è costretto a diverse angherie e non pochi soprusi.
E infatti Ray, dopo essersi “trasformato” in asino poco prima di riuscire a esibirsi nel tanto sognato show televisivo, dovrà sfuggire, nella sua nuova forma animale, a una grottesca coppia di clown per riuscire a realizzare la sua ultima volontà: volare!

## Produzione
La lavorazione del film è durata quattro anni. Le riprese si sono svolte prevalentemente nelle città di Lanciano e Vasto, in Abruzzo, e diversi paesi dell'entroterra pugliese.

## Distribuzione
Il film è stato presentato in concorso al Terra di Siena Film Festival il 5 ottobre. Vince il premio come miglior documentario al VIFF - Varese International Film Festival ed è distribuito nelle sale cinematografiche italiane da Daitona a partire dall'8 di ottobre del 2021.

## Accoglienza
Sulla prestigiosa rivista online Quinlan - Rivista di critica cinematografica, dopo aver ottenuto un punteggio di 8/10, il film viene definito da Raffaele Meale come "[...] uno degli esordi più interessanti, sorprendenti e curiosi che il cinema italiano abbia prodotto nel corso degli ultimi anni [...] rappresenta l'immagine più nitida, caparbia e libera di quel sottobosco spesso considerato informe che risponde solitamente al nome di “indipendenza”. Il merito va ovviamente in primis a Giuseppe Di Renzo, che ha seguito per quattro anni Ray Sugar Sandro, eroe popolare in terra abruzzese. Un pedinamento che però viene progressivamente smentito, uscendo dai binari del “corretto” racconto biografico per perdersi in lande desolate e sempre più spesso disabitate come il grottesco, il surreale, l'allegorico."
Su Darkside Cinema, 7/10, si scrive che "L'opera nel suo complesso è notevole, il film ha argomenti, si intravede una reale esigenza espressiva da parte di Di Renzo. E poi Ray Sugar Sandro è un vero personaggio, una forza della natura che sembra infischiarsene di qualunque logica del mondo dello spettacolo e dell'arte odierna, una scoperta per lo spettatore che fino ad oggi ne ignorava l'esistenza che l'opera di Di Renzo sa valorizzare con creatività e libertà espressiva."
Sulla Rivista del cinematografo il film ottiene un punteggio di 3,5/5 e si legge: "[...] quello di Giuseppe Di Renzo non è solo un documentario di osservazione che testimonia vita e opere del personaggio, ma anche un racconto sorprendente che trova la sua dimensione ideale, perfino più attinente con lo spirito del protagonista, quando mette la realtà al servizio della finzione, la verità riletta secondo il filtro dell'immaginazione, elevando il dato cronachistico a ripensamento onirico."
Sul sito MYmovies.it il film ottiene invece un punteggio di 3,22/5 in una recensione di Roberto Manassero che sottolinea il carattere fiabesco e surreale dell'opera.

## Premi e riconoscimenti
- 2020 - VIFF - Varese International Film Festival
  - Miglior documentario
- 2020 - Festival del cinema di Salerno
  - Menzione speciale per il contributo artistico
- 2020 - Terra di Siena Film Festival
  - Candidatura al premio per la miglior regia a Giuseppe Di Renzo
- 2020 - PRISMA - Rome Intdependent Film Awards
  - Candidatura al premio per il miglior documentario
- 2020 - Vesuvius International Film Festival
  - Candidatura al premio per il miglior documentario
- 2021 - Venice Film Awards
  - Candidatura al premio per il miglior documentario
- 2022 - New York Movie Awards
  - Candidatura al premio per il miglior documentario